# Kromosfære
Kromosfæren strækker sig fra fotosfæren og ca. 1.500 km ud og er dobbelt så varm som fotosfæren. Den ses bl.a. også ved solformørkelse som en mørkerød ildring rundt om solskiven.
Temperaturen er ca. 4.000° C.
| Astronomi | Spire Denne artikel om astronomi er en spire som bør udbygges. Du er velkommen til at hjælpe Wikipedia ved at udvide den. |